# Wincenty Oczko
Wincenty Oczko (ur. 1568, zm. 1626), kanonik gnieźnieńskiej kapituły katedralnej od 1606 roku, kanonik łowicki, pleban w Konarach, lekarz.
Pochodził z osiadłej w Krakowie rodziny Oczków (dziadek był siodlarzem), która wydała 3 lekarzy.  Wojciecha - (lekarza trzech królów: Zygmunta Augusta, Zygmunta III Wazy i Stefana Batorego), Jana (lekarz -  Stefana Batorego). Wincenty był bratankiem Wojciecha.
Studiował w Krakowie i Padwie. Dr filozofii i  medycyny. Kanonik  łowicki od 1593 r. Nadworny lekarz arcybiskupa Stanisława Karnkowskiego. W 1605 r. biskup przeznaczył dla niego dziesięciny ze wsi biskupiej Skoworoda  (pow. łowicki) i powołał go na nadliczbowego kanonika metropolitalnego. Do roku 1619 był plebanem w Konarach.
Miał opinię biegłego i szczęśliwego lekarza oraz zacnego ze wszech miar kapłana. Był pobożny, skromny i miłosierny dla potrzebujących.  Od roku 1617 pracował jako lekarz przy katedrze gnieźnieńskiej (leczył duchowieństwo ale także ubogich).
Pochowany w katedrze w tzw. kaplicy doktorów (obok  zakrystii), którą odrestaurował z przeznaczeniem na grobowiec dla siebie i wszystkich kanoników doktorów.